# Buena Vista (Colorado)
Buena Vista es un pueblo ubicado en el condado de Chaffee en el estado estadounidense de Colorado. En el año 2020 tenía una población de 2,855 habitantes y una densidad poblacional de 319 personas por km².

## Geografía
Buena Vista se encuentra ubicada en las coordenadas 38°50′20″N 106°7′58″O / 38.83889, -106.13278.

## Demografía
Según la Oficina del Censo en 2000 los ingresos medios por hogar en la localidad eran de $34,800, y los ingresos medios por familia eran $40,455. Los hombres tenían unos ingresos medios de $32,841 frente a los $25,486 para las mujeres. La renta per cápita para la localidad era de $16,920. Alrededor del 11,7% de la población estaba por debajo del umbral de pobreza.